# Timmiella barbuloides
Timmiella barbuloides là một loài Rêu trong họ Pottiaceae. Loài này được (Brid.) Mönk. miêu tả khoa học đầu tiên năm 1927.